# Rio Mambucaba
O rio Mambucaba é um rio brasileiro do estados de São Paulo e Rio de Janeiro. Tem sua nascente no município de Arapeí e desemboca na Baía da Ilha Grande, junto à Vila Histórica de Mambucaba.

## Percurso e bacia hidrográfica
A nascente do rio Mambucaba localiza-se nas coordenadas geográficas de latitude 22°43'28.9"S e longitude 44°37'21.3"W,[carece de fontes?] a 2.000 metros de altitude, no platô da Serra da Bocaina. O rio tem um comprimento total de 155 km, a área da sua bacia hidrográfica é de 757 km quadrados com um perímetro é de aproximadamente 155 km.
Da nascente segue em direção sudoeste (230º) do estado de São Paulo, e neste percurso tem aproximadamente 22 km dentro do estado de São Paulo, até atravessar para o estado do Rio de Janeiro e vai desaguar no Oceano Atlântico entre Parati e Angra dos Reis, fazendo a divisa natural desses municípios. Possui grande desnível e forma várias cachoeiras, percorrendo o interior do Parque Nacional da Serra da Bocaina. Próximo a sua foz, forma corredeiras ideais para a prática do Rafting.[carece de fontes?]

## Afluentes
Os principais afluentes do rio Mambucaba são os seguintes:
- Margem direita:
  - Rio do Funil
  - Rio do Guaripu

- Margem esquerda:
  - Rio Memória
  - Rio Santo Antônio